# بيلا كوفاتش (موسيقي)
بيلا كوفاتش (بالمجرية: Kovács Béla)‏ هو موسيقي ومدرس مجري، ولد في 1 مايو 1937 في تاتابانيا في المجر.

## وصلات خارجية
- بيلا كوفاتش على موقع ميوزك برينز (الإنجليزية)
- بيلا كوفاتش على موقع أول ميوزيك (الإنجليزية)
- بيلا كوفاتش على موقع ديسكوغز (الإنجليزية)